# Ambrosio (Fahrradhersteller)

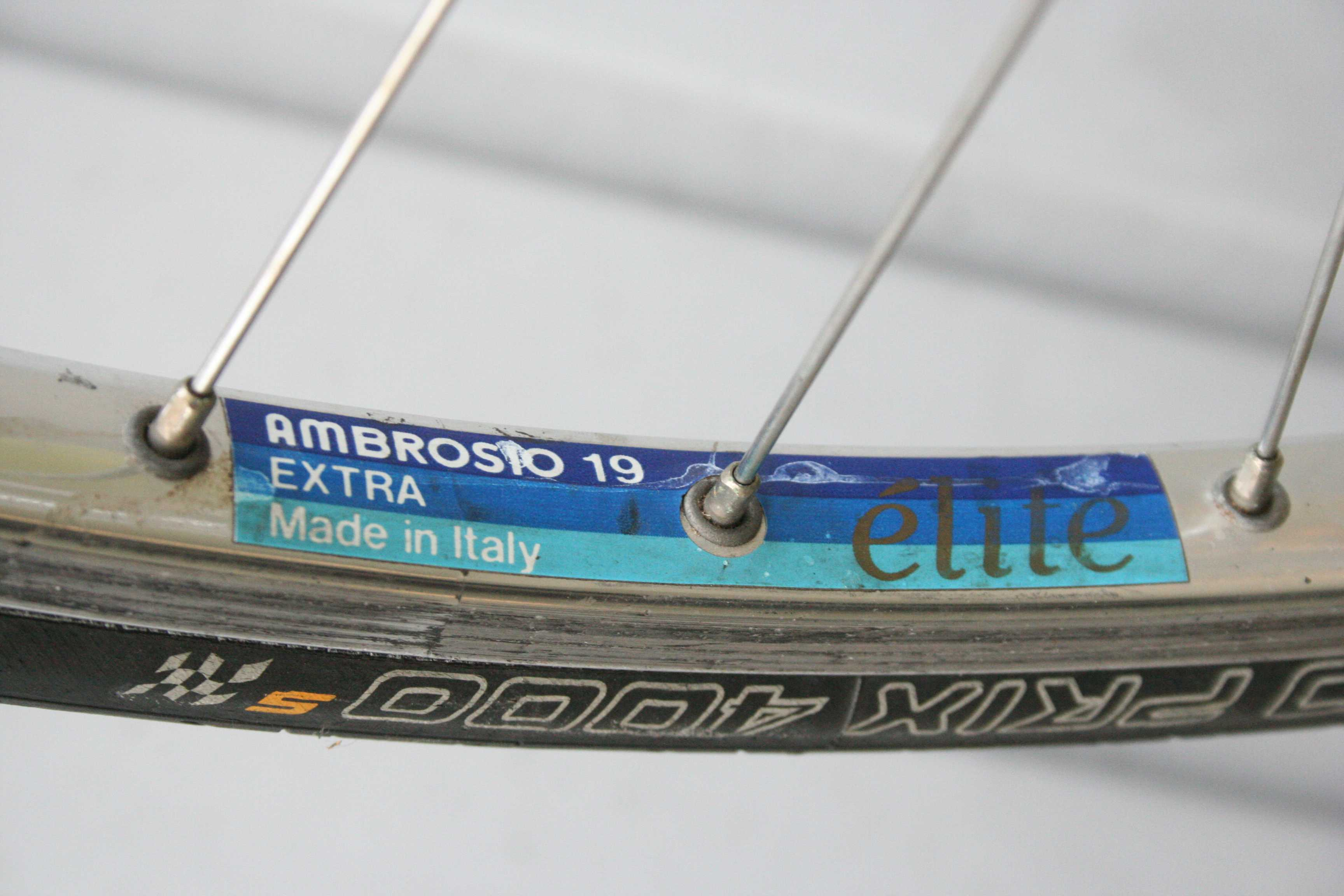
Ambrosio Felge

Ambrosio Srl. ist ein italienischer Hersteller von Fahrradrahmen und Fahrradkomponenten aus Solaro, Metropolitanstadt Mailand, Lombardei.

## Geschichte
Die Marke Ambrosio wurde im Jahr 1923 von den Brüdern Giovanni und Giuseppe Ambrosio angemeldet, nachdem die beiden mit ihrer Firma schon seit einigen Jahren in Turin aktiv waren.
Zusammen mit Campagnolo sorgte Ambrosio dafür, Italiens Reputation in Sachen Fahrradkomponenten nach dem Zweiten Weltkrieg wiederherzustellen. In den 1950er Jahren hatte die Firma mehrere hundert Angestellte. Nach dem Tod von Giuseppe Ambrosio übernahm dessen Sohn Gilberto die Firma. Eine Kombination aus „schlechter Unternehmensführung, geringen Investitionen und einem schwierigen Markt“ führte zum Auseinanderfallen der Firma in den frühen 1960er Jahren. Im Jahr 1961 verließ der Mitarbeiter Mario Dedioniggi die Firma und gründete den Komponentenhersteller 3ttt in Turin. Zu diesem Zeitpunkt stieg die Familie Marsorati in das Unternehmen ein. Piero Marsorati hatte bereits im Jahr 1941 eine erfolgreiche Felgenfabrik in Mailand gegründet.
Heute ist die Firma für ihre Laufräder bekannt und stattet bekannte Hersteller mit diesen aus.

## Produkte

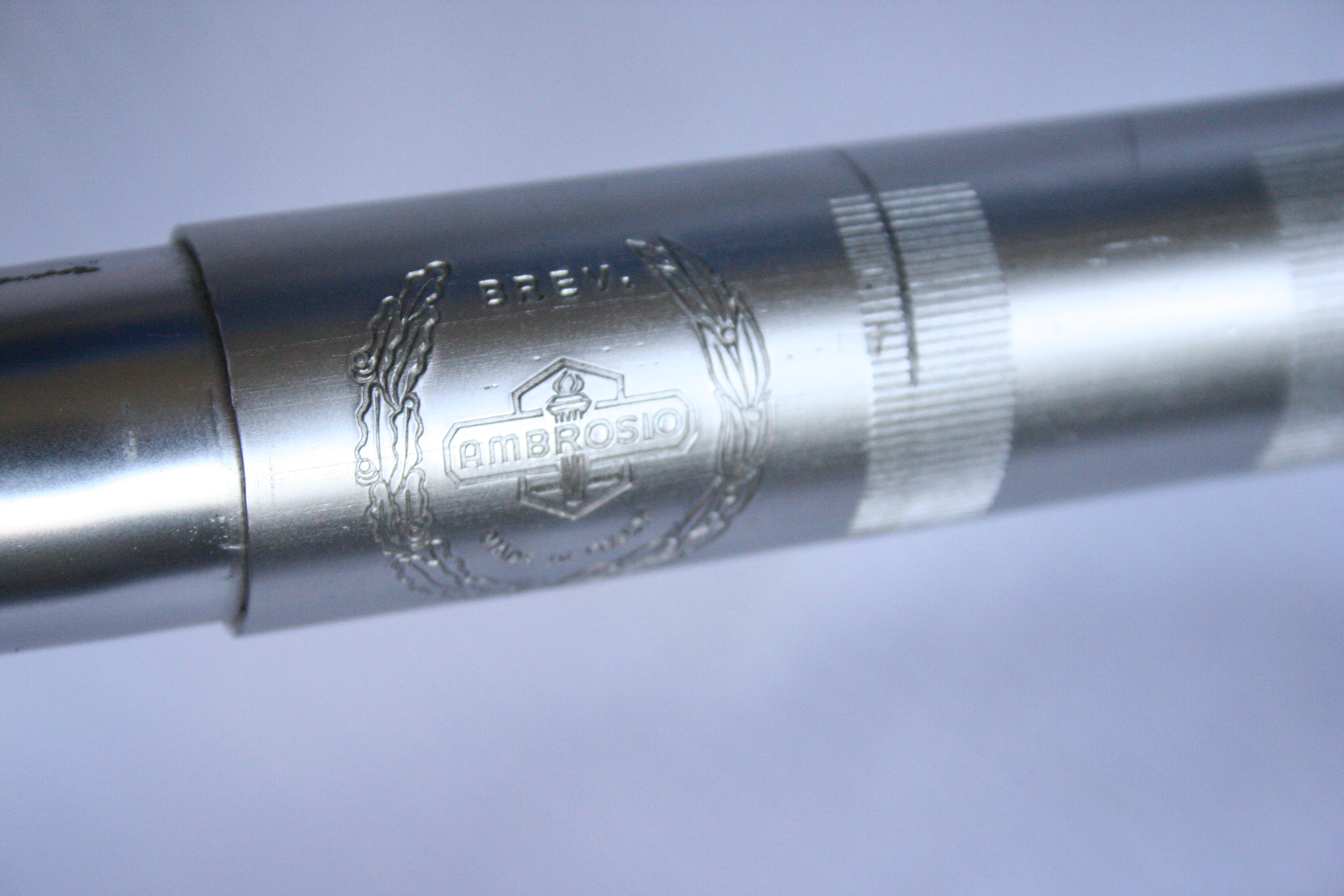
Klassischer Rennradlenker mit Ambrosio Gravur

Ambrosio stellt heute sowohl Aluminium- wie auch Carbon-Rahmen für den Straßenradsport und den Bahnradsport her. Bekannt sind die Laufradsätze und Felgen von Ambrosio, mit welchen unterschiedliche Hersteller (u. a. Bianchi) ihre Räder ausrüsten.

## Sponsoring
Ambrosio rüstete Fahrer für den Giro d’Italia, der UCI-Weltmeisterschaften und die Tour de France aus und war im Jahr 2010 technischer Ausrüster des UCI Professional Continental Teams Diquigiovanni-Androni und des UCI Women’s Team Menikini-Selle Italia-Masters Color.